# Liste der Kulturdenkmale in Stipsdorf
In der Liste der Kulturdenkmale in Stipsdorf sind alle Kulturdenkmale der schleswig-holsteinischen Gemeinde Stipsdorf (Kreis Segeberg)  aufgelistet (Stand: 14. April 2025).

## Legende
In den Spalten befinden sich folgende Informationen:
- Objekt-ID: die Nummer des Kulturdenkmales
- Lage: die Adresse des Kulturdenkmales und die geographischen Koordinaten. Kartenansicht, um Koordinaten zu setzen. In der Kartenansicht sind Kulturdenkmale ohne Koordinaten mit einem roten Marker dargestellt und können in der Karte gesetzt werden. Kulturdenkmale ohne Bild sind mit einem blauen Marker gekennzeichnet, Kulturdenkmale mit Bild mit einem grünen Marker.
- Offizielle Bezeichnung: Bezeichnung des Kulturdenkmales
- Beschreibung: die Beschreibung des Kulturdenkmales
- Bild: ein Bild des Kulturdenkmales

## Bauliche Anlagen
| Objekt-ID | Lage                                        | Offizielle Bezeichnung | Beschreibung | Bild |
| --------- | ------------------------------------------- | ---------------------- | --- | ---- |
| 11009     | Dorfstraße 7 (53° 56′ 33″ N, 10° 19′ 57″ O) | Landhaus Wagner        | Landhaus Wagner; 1937; eingeschossiges Fachwerkhaus unter reetgedecktem Halbwalmdach in Formen des Heimatschutzstils mit zwei großen Trapezgauben, mit bauzeitlichem Garagenbau - Begründung: geschichtlich, künstlerisch, städtebaulich, Kulturlandschaft prägend - Schutzumfang: Landhaus Wagner, Garage - Denkmaltyp: Bauliche Anlage | BW   |

## Gründenkmale
| Objekt-ID | Lage                                     | Offizielle Bezeichnung | Beschreibung | Bild                             |
| --------- | ---------------------------------------- | ---------------------- | --- | -------------------------------- |
| 52666     | Dorfstraße (53° 56′ 30″ N, 10° 20′ 3″ O) | Doppeleiche            | Doppeleiche; 1898; zum 50-jährigen Jubiläum der Schleswig-Holsteinischen Erhebung gepflanzt - Begründung: geschichtlich, wissenschaftlich, städtebaulich - Schutzumfang: Doppeleiche, - Denkmaltyp: Gründenkmal | weitere Fotos \| Fotos hochladen |

## Quelle
- Liste der Kulturdenkmale in Schleswig-Holstein – Kreis Segeberg

- Karte mit allen Koordinaten:
- OSM |
- WikiMap